# 坂口允彦 (実業家)
坂口 允彦（さかぐち のぶひこ、昭和9年（1934年）9月20日 -　）は日本の実業家。元山陰石油代表取締役社長。
坂口合名会社・代表社員会長坂口平兵衛 (2代)の次男。山陰石油代表取締役社長坂口元昭の父。

## 経歴
鳥取県米子市出身。
昭和27年（1952年）米子西高校卒業。昭和31年（1956年）慶應義塾大学経済学部卒業、同年丸善石油勤務。
昭和35年（1960年）山陰石油勤務。昭和44年（1969年）同社代表取締役。
昭和48年（1973年）山陰ユアサ電池を設立、代表取締役社長。

## 人物像
趣味はゴルフ。住所は米子市角盤町。

## 家族・親族

### 坂口家
（鳥取県米子市尾高町・米子市角盤町）
- 妻[1]（実業家米原穣（元日本海テレビジョン放送社長）の二女、実業家・政治家米原章三（元鳥取県議会議長・鳥取商工会議所会頭）の孫）
- 長女[1]
- 長男・元昭[1]（実業家・山陰石油代表取締役社長[2]）

昭和40年（1965年）1月生 -

## 脚註
1. 1 2 3 4 5 6 7 8 9 10 11 12 13  『鳥取県人名録』270頁
2. ↑  会社案内｜山陰石油株式会社｜鳥取県・島根県のガソリンスタンド・サンセキカークラブ